# Przytoczna (gromada)
Przytoczna – dawna gromada, czyli najmniejsza jednostka podziału terytorialnego Polskiej Rzeczypospolitej Ludowej w latach 1954–1972.
Gromady, z gromadzkimi radami narodowymi (GRN) jako organami władzy najniższego stopnia na wsi, funkcjonowały od reformy reorganizującej administrację wiejską przeprowadzonej jesienią 1954 do momentu ich zniesienia z dniem 1 stycznia 1973, tym samym wypierając organizację gminną w latach 1954–1972.
Gromadę Przytoczna z siedzibą GRN w Przytocznej utworzono – jako jedną z 8759 gromad na obszarze Polski – w powiecie skwierzyńskim w woj. zielonogórskim na mocy uchwały nr V/21/54 WRN w Zielonej Górze z dnia 5 października 1954. W skład jednostki weszły obszary dotychczasowych gromad Przytoczna, Dębowiec i Hersztop ze zniesionej gminy Przytoczna oraz Gaj i Poręba ze zniesionej gminy Krobielewko w tymże powiecie. Dla gromady ustalono 17 członków gromadzkiej rady narodowej.
31 grudnia 1961 do gromady Przytoczna włączono wsie Chełmsko i Krasne Dłusko ze zniesionej gromady Chełmsko w tymże powiecie. Tego samgeo dnia, w związku ze zniesieniem powiatu skwierzyńskiego, gromada Przytoczna weszła w skład powiatu międzyrzeckiego w tymże województwie.
Gromada przetrwała do końca 1972 roku, czyli do kolejnej reformy gminnej. 1 stycznia 1973 – tym razem w powiecie międzyrzeckim – reaktywowano gminę Przytoczna.